# Ringo Lam
Ringo Lam Ling-Tung (xinès simplificat 林嶺東 xinès tradicional 林岭东, lit. Lín Lǐngdōng, 8 de desembre de 1955 - 29 de desembre de 2018) va ser un guionista, productor i director de cinema de Hong Kong. Era conegut per les seves pel·lícules d’acció i de ficció criminal produïdes durant la Nova Onada de Hong Kong, moltes d'elles amb entrades en el subgènere matança heroica. Va ser nominat a sis Premis de Cinema de Hong Kong, guanyant el de Millor director per la seva pel·lícula de 1987 Emergència, que va continuar amb altres pel·lícules similars que compartien una visió fosca de la societat de Hong Kong, coneguda col·lectivament com el cicle "On Fire".
Altres pel·lícules destacades de Lam són Aces Go Places IV (1986), Prison on Fire (1987), Guerra no declarada (1990), Twin Dragons (1992, codirigit amb Tsui Hark) i Full Contact (1992). Moltes de les seves pel·lícules van protagonitzar Chow Yun-fat. També va dirigir diverses pel·lícules als Estats Units, començant amb Al límit del risc de 1996, amb Jean-Claude Van Damme. Continuaria treballant en produccions cinematogràfiques tant a Hong Kong com en dues produccions americanes més amb Damme fins al 2003.
El 2016, va guanyar el Premi de la Societat de Crítics de Cinema de Hong Kong al millor director per la seva Wild City, la seva primera pel·lícula en vuit anys. La seva darrera pel·lícula, un segment de l'omnibus Septet: The Story of Hong Kong, es va estrenar pòstumament el 2020, dos anys després de la seva mort.

## Primers anys i antecedents

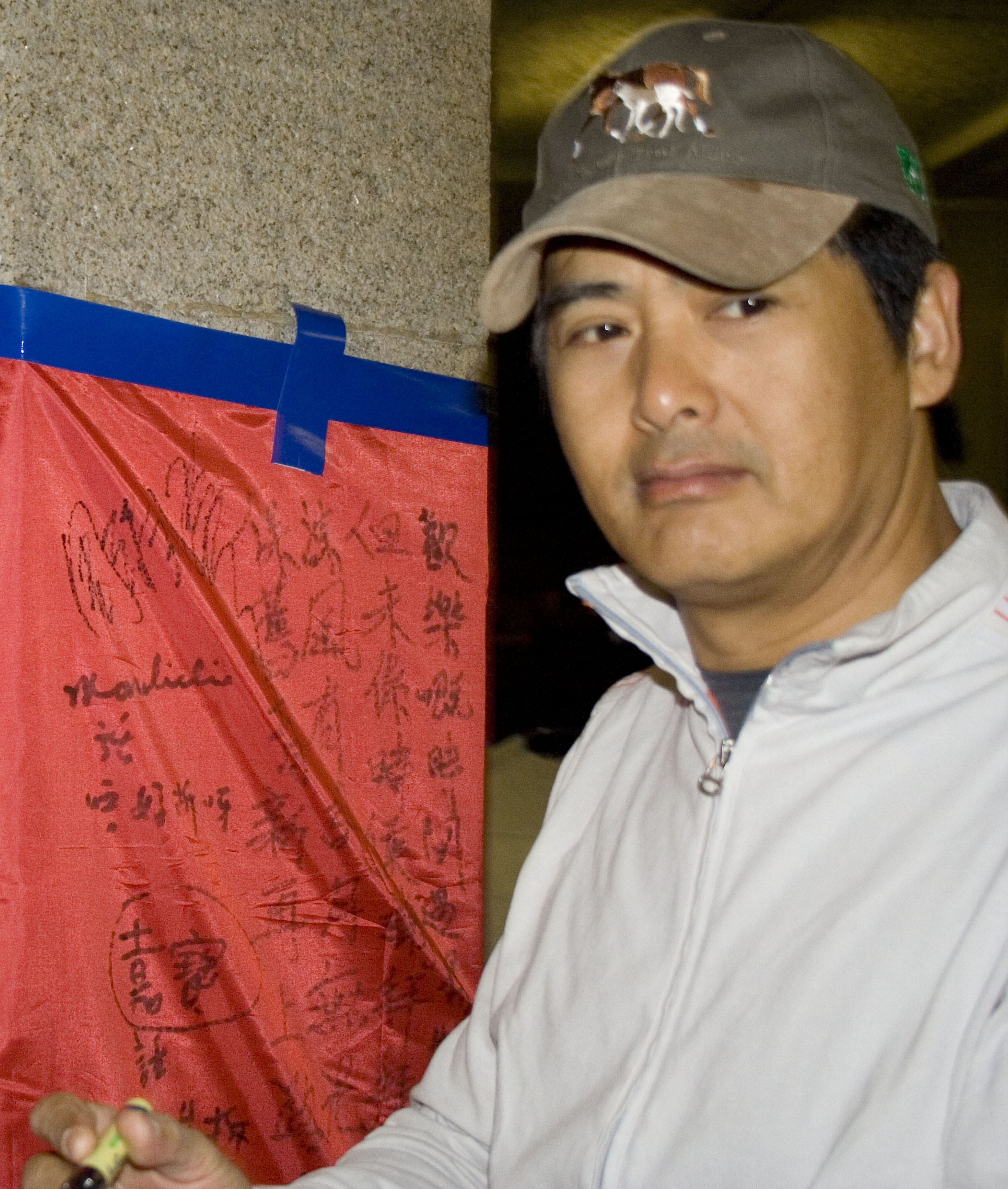
Chow Yun Fat va conèixer Ringo Lam al programa de formació d'actors. Chow ha protagonitzat moltes de les pel·lícules de Lam.

Ringo Lam va néixer a Hong Kong britànic el 8 de desembre de 1955. Lam va començar la seva carrera matriculant-se al Programa de Formació d'Actors de TVB el 1973. Al programa, va conèixer Chow Yun Fat amb qui més tard col·laboraria en diverses pel·lícules. Es va graduar del programa de formació el 1974 al costat de Chow. Després d'assumir alguns papers d'actuació, Lam va anar al Canadà i va estudiar cinema a la Universitat de York a Toronto. Lam va tornar a Hong Kong el 1981.

## Carrera

### Dècada de 1980
Les quatre primeres pel·lícules de Lam no van ser escrites per ell. Lam va assumir el càrrec de director de Po-Chih Leong després d'haver acabat aproximadament un terç de la pel·lícula Esprit d'amour, ja que el productor de la pel·lícula Karl Maka necessitava un reemplaçament barat i el va contractar. Lam va explicar que no tenia cap opció, necessito menjar, així que faig el millor que puc... Lam va rebre l'únic crèdit de direcció de la pel·lícula. La pel·lícula es va estrenar el 15 de desembre de 1983 a Hong Kong. El següent llargmetratge de Lam va ser The Other Side of Gentleman, que es va estrenar el 28 de juny de 1984 a Hong Kong. Després va dirigir la pel·lícula de comèdia romàntica Cupid One, estrenada el 1985. La pel·lícula va recaptar 6.382.935 dòlars de Hong Kong, menys que les seves dues pel·lícules anteriors, que van recaptar més de deu milions de dòlars de Hong Kong. La següent pel·lícula de Lam va ser la quarta pel·lícula de la sèrie Aces Go Places, Aces Go Places IV. Lam va declarar en entrevistes que va dirigir la pel·lícula com un favor a Karl Maka, que va ajudar a Lam al seu començament. La pel·lícula va tenir un gran èxit a la taquilla i va recaptar 27.012.748 HK$ a Hong Kong.
Després de Aces Go Places IV, Karl Maka va permetre a Lam fer el tipus de pel·lícula que volgués. Lam's va estrenar dues pel·lícules el 1987. una de les quals va ser la primera de les seves pel·lícules On Fire, Emergència. És una pel·lícula de gàngsters que es va fer a Hong Kong seguint els passos de A Better Tomorrow (1986) que va reinventar el gènere del cinema de gàngsters a Hong Kong. La pel·lícula. va ser llançat el 13 de febrer de 1987 i va guanyar 19.723.505 dòlars a Hong Kong. Lam va guanyar el premi al millor director als premis de cinema de Hong Kong de 1987 per Emergència. La següent pel·lícula de Lam aquell any va ser Prison on Fire  que tenia un guió escrit en nou dies mentre que la pel·lícula es va rodar en 20 dies.
El 1988, juntament amb Karl Maka, Lam va tenir un breu paper d'actuació a la pel·lícula The Eighth Happiness. Lam va continuar la seva sèrie On Fire amb School on Fire que es va estrenar a Hong Kong el 20 d'agost de 1988. School on Fire es va editar amb moltes escenes censurades tant a Hong Kong com a Taiwan. La última pel·lícula de Lam a la dècada del 1980 va ser Wild Search estrenada el 1989. Va recaptar un total de HK$15,944,333 a Hong Kong.

### Dècada del 1990
La primera pel·lícula de Lam de la dècada del 1990 va ser Undeclared War estrenada el 1990. La pel·lícula tenia un repartiment internacional que incloïa Olivia Hussey, Peter Lapis, Danny Lee i Vernon Wells. La pel·lícula no va ser tan popular com les anteriors de Lam a Hong Kong, i va recaptar 5.523.958 HK$. La següent pel·lícula de Lam Touch and Go es va llançar el 16 de maig de 1991 a Hong Kong. Era una comèdia protagonitzada per Sammo Hung. Lam va declarar a les entrevistes que "Touch and Go" era un encàrrec per mantenir-se en el negoci del cinema. La pel·lícula va recaptar menys que Undeclared War a Hong Kong. Lam va estrenar una segona pel·lícula el 1991 titulada  Prison on Fire II. La pel·lícula va ser molt popular entre el públic de Hong Kong, on va recaptar 24.367.261 dòlars. La següent pel·lícula de Lam, Twin Dragons fou codirigida amb Tsui Hark. Segons Hark, Lam va gestionar la majoria de les escenes d'acció de la pel·lícula. Lam també apareix breument a la pel·lícula com a mecànic de cotxes. La següent pel·lícula de Lam, Full Contact es va estrenar a Hong Kong el 23 de juliol de 1992. Va recaptar un total de 16.793.011 HK$. Lam va continuar amb Burning Paradise, que es diferenciava de les seves pel·lícules anteriors per ser una pel·lícula d'època amb l'heroi popular xinès Fong Sai-yuk en comptes d’un entorn urbà. La pel·lícula va tenir una mala acollida a la taquilla a Hong Kong, sent la 145a pel·lícula més taquillera de l'any. El 1995, Lam va dirigir una altra pel·lícula d'època ambientada el 1975 protagonitzada per Andy Lau titulada The Adventurers. La pel·lícula es va rodar parcialment a les Filipines i els Estats Units i va recaptar 14.839.584 HK$ a Hong Kong.
El 1996, Lam va fer el seu debut nord-americà amb la pel·lícula Al límit del risc protagonitzada per Jean-Claude Van Damme. La pel·lícula no va ser un gran atractiu. a la taquilla. Lam va tornar a Hong Kong on va rodar la seva següent pel·lícula Full Alert, amb un pressupost de 13 milions de dòlars. La pel·lícula es va projectar en festivals de cinema l'any 1997, com al Rotterdam i Berlín. Full Alert va ser nominada a cinc premis als premis de cinema de Hong Kong i va guanyar el premi a la millor pel·lícula i millor actor (Lau Ching-wan) als premis de la Societat de Crítics de Cinema de Hong Kong. L'any següent, Lam rodar The Suspect a les Filipines. No va tenir tan èxit financer com Full Alert, i va recaptar uns deu milions menys. El 1998, Variety va anunciar que Lam dirigiria la pel·lícula Simon Sez amb Kevin Elders. Però Lam només va contribuir a la pel·lícula com a productor. Lam va dirigir una producció de Hong Kong Victim. La pel·lícula presentava una història sobrenatural i el seu final es va canviar a l'estrena a les sales de Hong Kong. La meitat de les còpies d'estrena contenien una escena que indicava si l'actor estava posseït per un fantasma o no. L'altra meitat de la pel·lícula reflectia el guió original i no ho revelava.

### Segle XXI

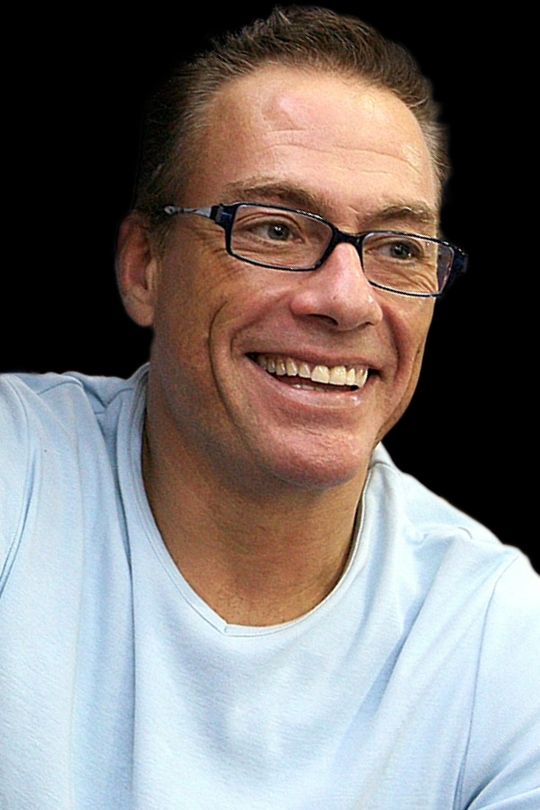
Tres de les pel·lícules de Lam dirigides a la dècada de 2000 foren protagonitzades per l'actor Jean-Claude Van Damme.

La segona producció de Lam als Estats Units, Replicant, es va estrenar el 2001. La pel·lícula es va projectar en cinemes a França l'11 de juliol 2001. La pel·lícula es va estrenar directe a vídeo als Estats Units. Lam va dirigir dues pel·lícules més el 2003: la producció de Hong Kong Looking for Mister Perfect i el llançament estatunidenc directe a vídeo In Hell protagonitzada per Jean-Claude Van Damme.
A continuació, Lam va fer una pausa en la realització de cinema després de trobar insatisfacció amb l'entorn de rodatge a Hong Kong després que Finding Mr. Perfect va tenir un mal rendiment a la taquilla. Lam també va afirmar que volia passar més temps amb la seva família i "sobretot, observar la gent i aprendre més sobre ells. Jo volia buscar recursos, material i temes que valgui la pena convertir-los en pel·lícules."
El 2007, Lam va codirigir una secció de la pel·lícula portmanteau Triangle amb Tsui Hark i Johnnie To. Lam va afirmar que la seva història a la pel·lícula representava "una metàfora de la meva actitud cap al cinema : Sempre és un procés d'amor-odi." La pel·lícula es va projectar fora de competició al Festival de Cinema de Canes.
El 2014, el diari de Hong Kong Apple Daily va informar que Lam tornaria a dirigir amb una pel·lícula amb finançament de Mei Ah Entertainment amb un repartiment que inclouria Daniel Wu i Shawn Yue. La pel·lícula va començar la producció el juny de 2014 i va ser el primer llargmetratge de Lam en més d'una dècada La nova pel·lícula de Lam es va titular Wild City. Lam va afirmar que va tornar al rodatge després que el seu fill s'hagués graduat a la universitat i que li "agradaria fer pel·lícules que em permetin expressar-me. És un dispositiu per alliberar-me de la càrrega, per treure'm les coses del pit, i també un mirall per aprendre més de mi a través de la pel·lícula que vaig fer, ja no faig pel·lícules per diners." Lam va assistir al Festival de Cinema Asiàtic de Nova York el 2015, on va rebre el premi a l’assoliment de la carrera.
La darrera pel·lícula de Lam, Sky on Fire, es va estrenar el 2016; és l'última entrega de la seva sèrie "On Fire".
El 29 de desembre de 2018, es va confirmar la mort de Lam a la seva residència de Hong Kong als 63 anys, després que la seva dona el trobés sense resposta al llit. Lam havia estat treballant en la pel·lícula "Eight and a Half" amb Milkyway Image amb Ann Hui, John Woo, Tsui Hark, Patrick Tam, Johnnie To, Sammo Hung i Yuen Woo-Ping. Cada director havia de crear un segment basat en la història de Hong Kong. Sense el segment de Woo, el títol de la pel·lícula es va canviar a Septet: The Story of Hong Kong i originalment s’havia d’estrenar al 73è Festival Internacional de Cinema de Canes el 2020. La pel·lícula es va projectar al Festival Internacional de Cinema de Busan el 21 d'octubre de 2020.

## Estil
Les quatre primeres pel·lícules de Lam eren comèdies no escrites per Lam. Quan Lam va començar a rodar les pel·lícules que volia fer després de l'èxit de Aces Go Places IV, va començar la sèrie On Fire. Lam va triar els títols en anglès per a aquestes pel·lícules afirmant que els donava "una sensació d'energia, d'acció". Les pel·lícules  City on Fire, Prison on Fire i School on Fire no comparteixen cap personatge ni situació, però tots tenen una visió desoladora sobre la societat de Hong Kong. En aquestes pel·lícules, Lam analitza qüestions controvertides com la violència al carrer i l'abús dels sistemes de carrer, presons i escola.
Lam poques vegades utilitza Cantopop a les seves pel·lícules. Les pel·lícules de Lam sovint tenen música occidental, com ara City on Fire, que inclou una partitura de saxòfon orientada al blues, i Full Contact, que utilitza música rock estatunidenca.

## Filmografia
| Any  | Títol                                | Director | Guionista | Productor | Actor | Ell mateix | Altres           | Ref(s)        |
| ---- | ------------------------------------ | -------- | --------- | --------- | ----- | ---------- | ---------------- | ------------- |
| 1976 | You Are Wonderful                    |          |           |           | Sí    |            |                  | [ 53 ]        |
| 1983 | Esprit d'amour                       | Sí       |           |           |       |            |                  | [ 6 ]         |
| 1984 | The Other Side of Gentleman          | Sí       |           |           |       |            |                  | [ 7 ]         |
| 1985 | Cupid One                            | Sí       | Sí        |           |       |            |                  | [ 8 ]         |
| 1986 | Aces Go Places IV                    | Sí       |           |           |       |            |                  | [ 11 ]        |
| 1986 | The Thirty Million Rush              |          |           |           |       |            | Director ajudant | [ 54 ]        |
| 1987 | City on Fire                         | Sí       | Sí        | Sí        |       |            |                  | [ 13 ]        |
| 1987 | Prison on Fire                       | Sí       |           | Sí        |       |            |                  | [ 55 ]        |
| 1988 | The Eighth Happiness                 |          |           |           | Sí    |            |                  | [ 14 ]        |
| 1988 | School on Fire                       | Sí       |           | Sí        |       |            |                  | [ 56 ]        |
| 1989 | Wild Search                          | Sí       |           | Sí        |       |            |                  | [ 17 ]        |
| 1990 | Undeclared War                       | Sí       |           | Sí        |       |            |                  | [ 18 ]        |
| 1990 | Rebel from China                     |          | Sí        |           |       |            |                  | [ 57 ]        |
| 1991 | Touch and Go                         | Sí       |           |           |       |            |                  | [ 20 ]        |
| 1991 | Prison on Fire II                    | Sí       |           |           |       |            |                  | [ 23 ]        |
| 1992 | Twin Dragons                         | Sí       |           |           | Sí    |            |                  | [ 58 ]        |
| 1992 | Full Contact                         | Sí       |           | Sí        |       |            |                  | [ 26 ]        |
| 1994 | Burning Paradise                     | Sí       |           |           |       |            |                  | [ 59 ]        |
| 1995 | The Adventurers                      | Sí       | Sí        |           |       |            |                  | [ 30 ]        |
| 1996 | Al límit del risc                    | Sí       |           |           |       |            |                  | [ 60 ]        |
| 1997 | Full Alert                           | Sí       | Sí        |           |       |            |                  | [ 35 ]        |
| 1998 | The Suspect                          | Sí       | Sí        |           |       |            |                  | [ 35 ]        |
| 1999 | Victim                               | Sí       | Sí        |           |       |            |                  | [ 61 ]        |
| 1999 | Simon Sez                            |          |           | Sí        |       |            |                  | [ 37 ]        |
| 2001 | Replicant                            | Sí       |           |           |       |            |                  | [ 39 ]        |
| 2003 | Looking for Mister Perfect           | Sí       | Sí        |           |       |            |                  | [ 62 ]        |
| 2003 | In Hell                              | Sí       |           |           |       |            |                  | [ 41 ]        |
| 2007 | Triangle                             | Sí       |           | Sí        |       |            |                  | [ 63 ]        |
| 2011 | Tarantino: The Disciple of Hong Kong |          |           |           |       | Sí         |                  | [ 64 ]        |
| 2015 | Wild City                            | Sí       | Sí        |           |       |            |                  | [ 43 ] [ 65 ] |
| 2016 | Sky on Fire                          | Sí       |           |           |       |            |                  | [ 66 ]        |
| 2020 | Septet: The Story of Hong Kong       | Sí       | Sí        |           |       |            | Estrena pòstuma  |               |